# 日本血液学会
日本血液学会（英語：The Japanese Society of Hematology）是一个日本血液学组织。
。

## 历史
1938年成立于日本京都府，在东京都文京区也有办事处，2008年日本血液学会和日本临床血液学会合并。发行期刊有《国际血液学期刊》和《日本临床血液学期刊》。